# Primal Rage (jeu vidéo)
Pour les articles homonymes, voir Primal Rage.
Primal Rage est un jeu de combat développé par Atari Games, sorti en arcade en 1994 et converti ensuite sur de nombreux supports, tels que Atari Jaguar, PlayStation, Saturn, Super Nintendo, Mega Drive et 32X, Amiga et PC.

## Scénario
La Terre a été dévastée par un météore géant. La civilisation humaine est pratiquement réduite à néant, et les rares survivants sont retournés à l'âge de pierre. À la suite de cela, sept dinosaures, sortes de demi-dieux, se battent pour le contrôle de la nouvelle terre ; en effet, ils sont partagés en deux clans : les uns veulent garder la paix sur terre, tandis que les autres veulent plonger le monde dans les ténèbres pour toujours.

## Système de jeu
Les personnages ont la possibilité de lancer des fatalities, le terme s'étant généralisé à la suite de la sortie de Mortal Kombat, pour désigner les attaques gores que l'on pouvait asséner à son adversaire à la fin du combat. Le jeu fit grand bruit à l'époque de sa sortie aux États-Unis, car les fatalities sanglantes étaient considérées comme incroyablement violentes, voire gores, ce qui fit d'ailleurs le succès du jeu dans les salles obscures.

## Graphismes
Primal Rage est un jeu de combat en 2D assez classique, mais les graphismes sont fortement inspirés de la série Mortal Kombat. La technique d'animation utilisée est similaire : des marionnettes sont animées images par images, puis les photos sont numérisées et « texture-mappées ». La qualité des animations fut un des éléments qui contribuèrent à la renommée du jeu.

## Censure
Le jeu a été censuré sur Super Nintendo. En effet, Chaos n'urine pas dans cette version, contrairement à la version Mega Drive par exemple.

## Conversions
Le jeu ayant eu un succès détonnant à sa sortie, il a été ainsi converti sur bon nombre de supports de l’époque :
- 3DO

1995 (développeur: Probe Entertainment Limited, éditeur: Time Warner Interactive)
- Mega Drive

1995 (développeur : Probe Entertainment Limited, éditeur : Time Warner Interactive)
- Super Nintendo

1995 (développeur : Bitmasters, éditeur : Time Warner Interactive)
- Game Boy

1995 (développeur : Infogrames, éditeur : Time Warner Interactive)
- Saturn

1996 (développeur : Infogrames, éditeur : Time Warner Interactive)
- 32X

1995 (développeur : Probe Entertainment Limited, éditeur: Time Warner Interactive)
- PlayStation

1995 (développeur : Infogrames, éditeur: Time Warner Interactive)
- Jaguar CD

1995 (développeur : Probe Entertainment Limited, éditeur : Time Warner Interactive)
- PC

1995 (développeur : Probe Entertainment Limited, éditeur : Time Warner Interactive)
- Amiga

1995 (développeur : Probe Entertainment Limited, éditeur : Time Warner Interactive)

## À noter
- La Terre, Earth en anglais, a été renommée Urth dans le jeu. La différence de prononciation est minime, mais permettait de rendre le nom plus « primitif », un peu comme le titre du roman de Stefan Wul, Niourk, qui veut en fait dire New York…

- La suite de Primal Rage, Primal Rage II, qui devait sortir en 1996, a été arrêtée en plein développement, à la suite des déboires financiers de son développeur. En effet, la firme Atari Games, sur la pente descendante à l'époque (qui a depuis fusionné avec Infogrames), avait considéré le projet comme moins porteur, et moins rentable, que certain autres jeux. Atari fermera définitivement ses portes le 30 juillet 1996, en faillite totale et accusant une banqueroute énorme (surtout due au désastre commercial de sa console Jaguar).[réf. nécessaire]